# Fahrgastinformations- und Managementsystem
Fahrgastinformations- und Managementsystem (FIMS) ist der Name eines rechnergestützten Betriebsleitsystems (RBL; neuer Begriff: Intermodal Transport Control System ITCS) der Hamburger Hochbahn AG (HHA) zur dynamischen Fahrgastinformation (DFI) im Betrieb ihrer Buslinien im Öffentlichen Personennahverkehr in Hamburg.

## Einführung
Das FIMS wurde von Trapeze (Standort Neuhausen am Rheinfall, Schweiz) entwickelt und geliefert.
Als Pilotprojekt wurde das System von 2001 bis 2003 auf der Metrobuslinie 6 als FIMS analog getestet. Bis Dezember 2003 wurden alle Gelenkbusse sowie im März und April 2004 alle Schnellbusse mit FIMS analog ausgestattet.
Im Herbst 2004 ging man einen Schritt weiter und begann das Pilotprojekt FIMS Digital. Im südlichen Elbbereich wurden deshalb alle Wagen mit dem neuen FIMS ausgerüstet und es wurde getestet, wie der digitale Funk funktioniert. Der Test verlief positiv.
Bis August 2006 wurden deshalb alle Busse umgerüstet, die zu den Betriebshöfen Harburg (H), Langenfelde (L), Mesterkamp in Barmbek (M), Wendemuthstraße in Wandsbek (W) und Hummelsbüttel (G) gehörten und bis Ende 2006 dann alle Busse der (jetzt ehemaligen) Tochtergesellschaften Jasper und TOG.

## Funktionsweise
Die Bordrechner in den mit FIMS ausgestatteten Bussen der HHA sind über ein Funk-LAN mit Zentralrechnern in der Leitstelle verbunden. Von dort erhalten sie Daten zur Fahrtstrecke und zum Fahrplan. Mit Hilfe eines GPS-Empfängers im Fahrzeug kann der Bordrechner auch dessen tatsächlichen Standort bestimmen. Durch Vergleich der planmäßigen mit der tatsächlichen Position ermittelt der Bordrechner, ob der Bus den Fahrplan einhält, oder ob er zu früh oder zu spät ist.
Diese Daten werden dem Fahrer zusammen mit dem verbleibenden Linienweg auf einem Display angezeigt. Den Fahrgästen im Bus wird der nächste Haltestellenname und eventuelle Umsteigemöglichkeiten zu anderen Verkehrsmitteln automatisch im Fahrgastraum angezeigt und aus einer digital gespeicherten Sprachaufzeichnung über Lautsprecher angesagt. Ob der Bus die Fahrplanzeiten einhält, erfahren die Fahrgäste nicht.
Der Bordrechner des Fahrzeugs überträgt dessen Standort über Funk an die Busleitstelle. Diese berechnet daraus eventuelle Fahrplanabweichungen und die zu erwartenden Abfahrtzeiten des Busses an den Haltestellen, die er noch anfahren soll. Sie übermittelt diese Zeiten über Funk an elektronische Anzeigetafeln, die an den Haltestellen aufgestellt sind.
Die Mitarbeiter in der Leitstelle können die Position aller eingesetzten Busse auf Bildschirmen verfolgen. Bei Störungen kann die Leitstelle in das Betriebsgeschehen eingreifen (z. B. einen Umleitungsweg einrichten) und die Fahrgäste darüber informieren. Sie kann auch Anschlussverbindungen überwachen und die Fahrer der betreffenden Busse anweisen, auf Fahrgäste aus U-Bahn-Zügen und anderen Buslinien zu warten.
Auch die Schaltung einiger Lichtzeichenanlagen kann durch FIMS beeinflusst werden. Nähert sich ein Bus einer solchen Ampel, meldet der Bordrechner dies an ihren Steuerungsrechner, dieser kann das Lichtzeichen für den Bus auf frei schalten. Davon unberührt bleibt die gängige Praxis unter Busfahrern, vor Abfahrt von einer Haltestelle die nächste Rotphase der dahinter liegenden Ampel abzuwarten.

## Übertragungstechnik
Für den Funkverkehr mit der Leitstelle wurden die Busse und die DFI-Masten mit digitaler Übertragungstechnik ausgestattet. In Wagen mit Digitalfunk werden alle Haltestellennamen angesagt.
Das FIMS der HHA und das entsprechende Fahrgastinformationssystem der VHH können durch die Trennung der Funknetze beider Busbetriebe nur bedingt miteinander kommunizieren. Bei der Ausstattung von Haltestellen mit DFI-Anzeigetafeln, an denen Linien mehrerer Verkehrsunternehmen halten, übernimmt eines der Unternehmen die Federführung.
An den von der VHH ausgestatteten Haltestellen, wie z. B. Glashütte Markt, wurden zunächst nur deren eigene Linien angezeigt, nicht jedoch die der HHA. An den von der HHA ausgestatteten Haltestellen, wie zum Beispiel U Wandsbek Markt, gab es zeitweise auch Probleme. Mittlerweile werden normalerweise alle Linien angezeigt, die eine Haltestelle bedienen. Dies wird sogar mit Countdown (Echtzeit) ermöglicht. Dies ist nur möglich, wenn der Wagen mit einem entsprechenden System zur Fahrgastinformation ausgestattet ist. Bei der KVG ist dies nicht der Fall. Daher werden diese Linien gar nicht oder nur mit planmäßiger Abfahrtszeit (Soll-Abfahrtszeit) angezeigt.

## Probleme
Das FIMS litt eine Zeitlang unter Problemen, denn bei den DFI-Masten der HHA konnten nur die auch von der HHA betriebenen Linien angezeigt werden. So konnten beispielsweise am Bahnhof Rahlstedt beim Abfahrtsbereich C nur die Linien 9 und 562 angezeigt werden.
Inzwischen wurde dieses Problem behoben und es werden alle Linien angezeigt, die von Wagen mit FIMS (HHA) oder RBL (VHH) bedient werden. In beiden Fällen wird die Abfahrt des nächsten Busses im Countdown (s. o.) angezeigt. Wurde eine Linie jedoch durch einen Bus einer anderen Firma betrieben (Beispiel Fa. Dahmetal auf der HHA-Linie 164 als Subunternehmen für die mit den Fahrleistungen beauftragte VHH), so wurde nur die „Soll-Anfahrtszeit“ angezeigt.
Weiterhin gibt es auch Probleme beim Aufstellen der DFI-Masten. Viele Haltestellen in der Innenstadt, aber auch einige, die nicht in der Innenstadt liegen (Beispiel Eppendorfer Markt), liegen auf sog. „Haltestelleninseln“. Die Busse haben in solchen Gebieten eigene Bereiche auf den Straßen, auf denen nur Busse verkehren dürfen, deshalb liegen die Haltestellen auch auf „Inseln“. Dies hat aber den Nachteil, dass die Haltestellensteige nur sehr schmal ausfallen, weshalb es hier schwierig ist, DFI-Masten aufzustellen. Am Eppendorfer Markt traf dies auch zu, weshalb die Aufstellung der 8-zeiligen DFI-Masten länger dauerte.

## Haltestellenansagen

### Vergangenheit
In den Bussen werden die jeweils nächsten Haltestellen und eventuelle Umsteigemöglichkeiten automatisch aus digital gespeicherten Sprachdateien angesagt. Anlässlich der Fußball-Weltmeisterschaft 2006 erfolgte dies bei vielen wichtigen Haltestellen zusätzlich auch in englischer Sprache.
Die meisten Texte wurden von dem Berliner Ingo Ruff, einem ehemaligen Mitarbeiter der Deutschen Bahn AG, gesprochen. Daneben gibt es weitere Sprecher, über deren Identität nichts bekannt ist. In Zusammenarbeit mit dem Fernsehsender Super RTL ließen Verkehrsbetriebe einige Haltestellen von Kindern ansagen. Die Kinderstimmen ertönten bei der HHA von März 2006 bis Anfang Juni 2006 in den Bussen und von März 2006 bis Mitte Juli 2006 in den U-Bahn-Fahrzeugen; auch einige der englischen Ansagen wurden von Kindern gemacht. Da diese Ansagen bei vielen Fahrgästen sehr beliebt waren, entschloss sich die HHA, diese beizubehalten und die Kinderansagen waren erneut in den Hamburger Bussen und U-Bahn-Wagen zu hören. Aufgrund von Neuaufnahmen der Haltestellenansagen anlässlich des Linientausches der U2 und U3 wurden die von Kindern gesprochenen Ansagen Anfang 2009 wieder eingestellt. Auch die VHH-PVG-Unternehmensgruppe benutzen Kinderstimmen zur Haltestellen-Ansage.

### 2010er Jahre
Ab etwa Anfang bis Mitte 2010 wurde Ingo Ruff in den HHA-Buslinien durch eine Stimme eines Text-to-Speech-Programmes ersetzt. Dies ermöglicht auch kurzfristige Umleitungen und Sperrungen einheitlich anzusagen. Englische Ansagen und Sonderansagen werden nach wie vor von Personen im Vorhinein aufgezeichnet.

## Anzeigetafeln an den Haltestellen

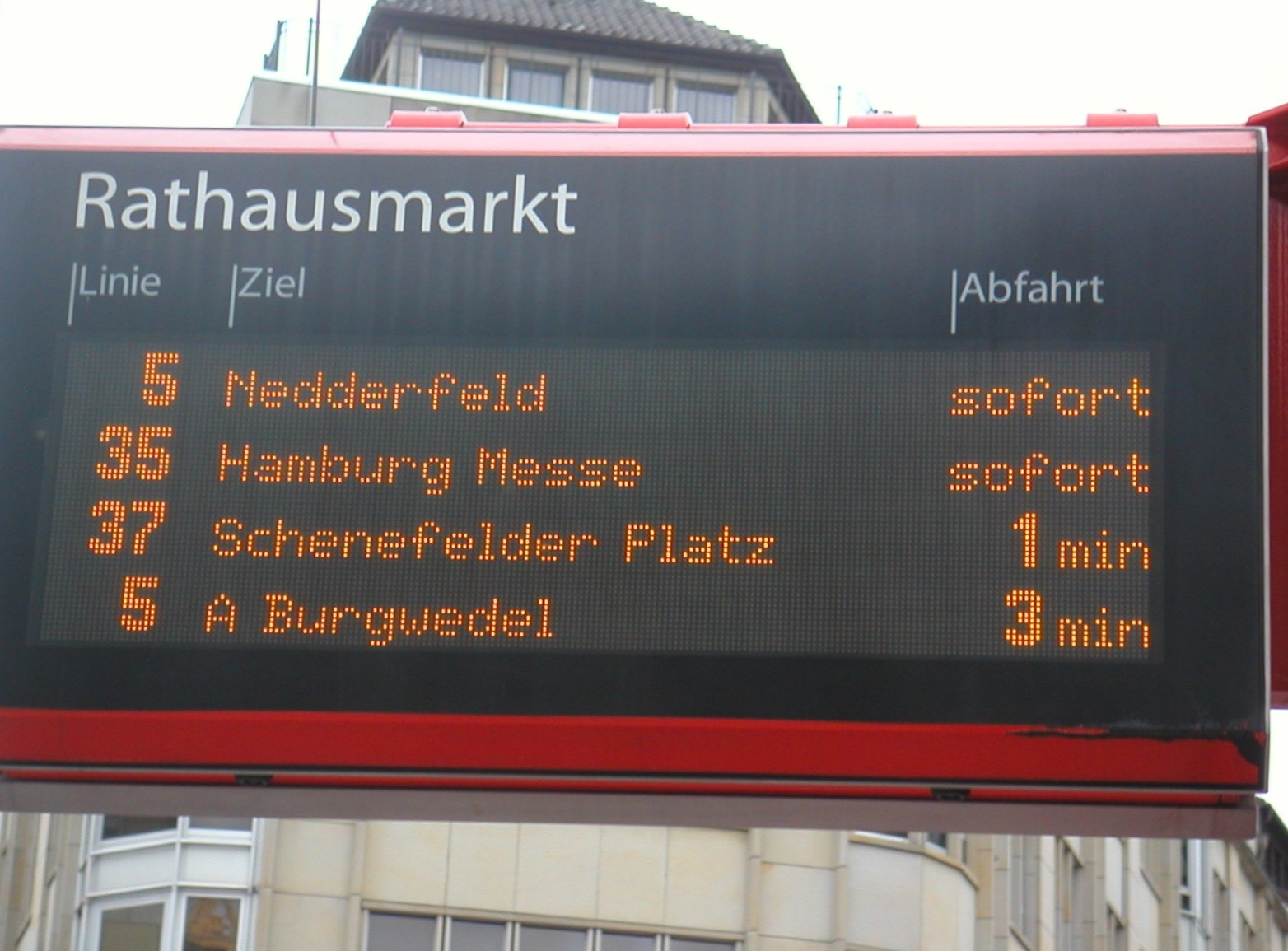
FIMS-Anzeigetafel

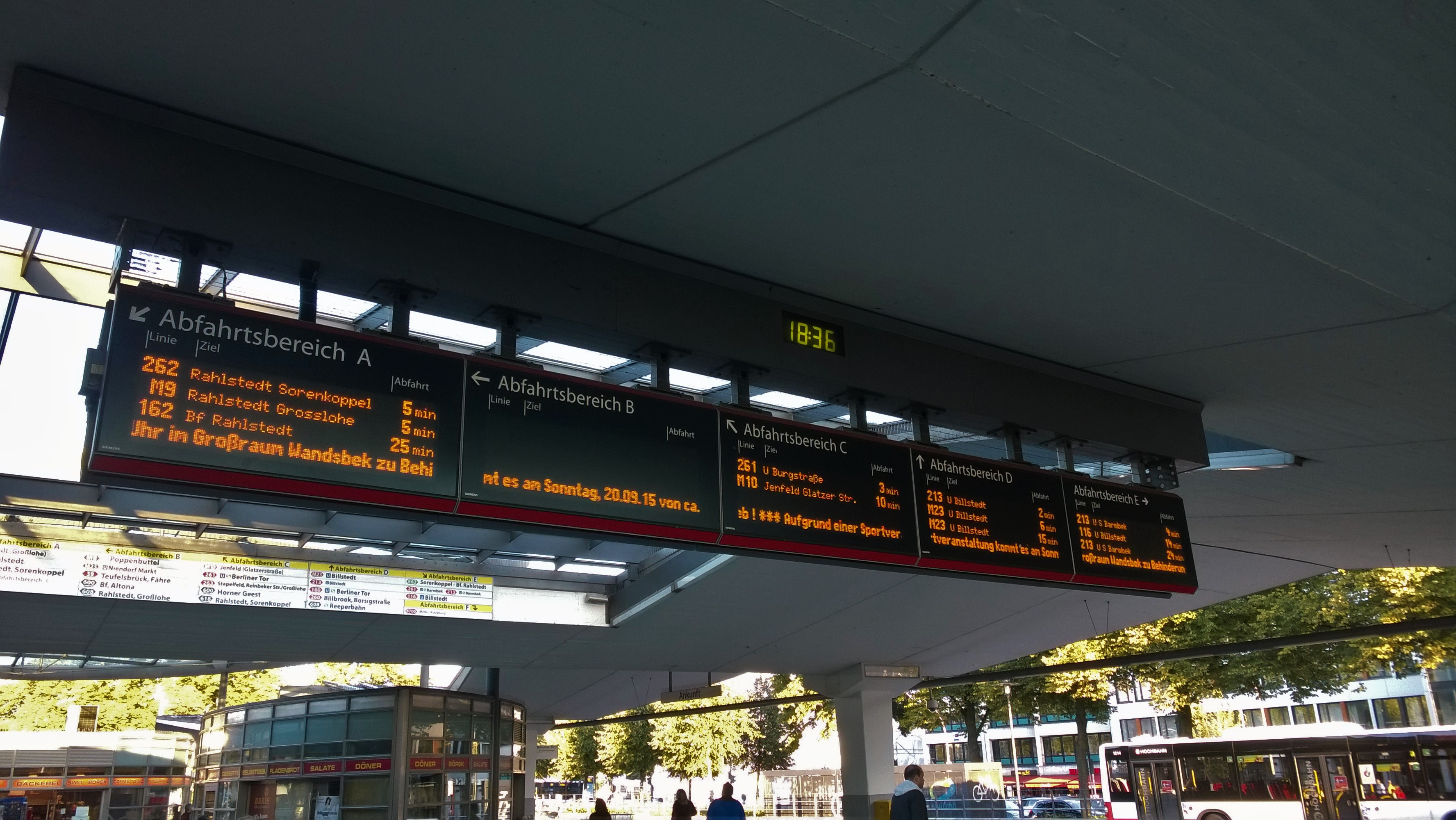
Kombination mehrerer FIMS-Anzeigetafeln am Busbahnhof Wandsbek-Markt

An vielen Haltestellen, die in das FIMS einbezogen sind, befinden sich elektronische Anzeigetafeln, die die nächsten Abfahrten mit Linienbezeichnung, Fahrtziel und der jeweils geschätzten Zeit bis zur Abfahrt anzeigen. Weil die meisten dieser Tafeln, die der Dynamischen Fahrgastinformation (abgekürzt: DFI) dienen, an Masten befestigt sind, werden sie auch pars pro toto als DFI-Masten bezeichnet.

### Standorte
Solche DFI-Masten wurden zunächst an folgenden Haltestellen aufgestellt:
- alle Haltestellen in der Innenstadt und HafenCity bis auf Ferdinandstor, U Stephansplatz (Linie 112), Magellan-Terrassen, Auf dem Sande (Speicherstadt), Osakaallee, Am Dalmannkai, Singapurstraße
- auf den Busanlagen: U Wandsbek Markt, S Poppenbüttel, U/S Barmbek, Bf. Rahlstedt, U Billstedt, U Niendorf Markt, Bf. Harburg, S Neugraben, U Burgstraße, S Veddel, S Wilhelmsburg, Bf. Altona
- an fast allen Haltestellen der Linie 6 (Pilotlinie)
- Bereich Wandsbek/Rahlstedt: Bf. Rahlstedt, Jenfeld-Zentrum, Berliner Platz, Bf. Hasselbrook, Potsdamer Straße, Kinderkrankenhaus Wilhelmstift, Am Hegen (demnächst) Rodigallee (Ost), AK Wandsbek, Ölmühlenweg, Wandsbeker Straße, U Wandsbek-Gartenstadt
- Bereich Farmsen/Bramfeld/Barmbek: Rahlstedter Weg (Mitte), U Farmsen, Herthastraße, Steilshooper Allee, Bramfelder Dorfplatz, Einkaufszentrum Steilshoop, Hermann-Kauffmann-Straße, Hartzloh, AK Barmbek, U/S Barmbek, Langenfort
- Bereich Hamburg-Mitte: U Billstedt, U Horner Rennbahn, U Burgstraße, U/S Berliner Tor, Innenstadt (s. o), Davidstraße, U St. Pauli, U Schlump, U Wartenau, Großer Burstah
- Bereich Hamburg-Nord: U Fuhlsbüttel, S Rübenkamp, U Alsterdorf, S Hamburg Airport, S Poppenbüttel, Lufthansa-Basis, U/S Ohlsdorf Haupteingang, U Osterstraße, Böttgerstraße, AEZ, U Lattenkamp, U Langenhorn Markt
- Bereich Altona/Hoheluft/Lokstedt/Niendorf: U Hoheluftbrücke, Gärtnerstraße, Siemersplatz, Veilchenweg, Eppendorfer Weg (Ost), Gerichtstraße, S Holstenstraße, Teufelsbrück Fähre, Neumühlen/Övelgönne
- Bereich Eppendorf/Winterhude/Uhlenhorst: Eppendorfer Markt, U Kellinghusenstraße, U Hudtwalckerstraße, U Sierichstraße, Beethovenstraße, U Mundsburg, Mundsburger Brücke, Schulweg, UK Eppendorf
- Bereich Hamburg-Süd: Bf. Harburg, S Harburg Rathaus, Harburger Ring, Moorstraße, Freudenthalweg, Winsener Straße (Nord), Kirchdorf (Süd), S Veddel, S Wilhelmsburg, Vogelhüttendeich, Stübenplatz, Mannesallee, Veringstraße (Mitte), Adolf-Menge-Platz, S Neugraben

Die Anzeigetafeln auf der Busanlage U Wandsbek Markt und in der Innenstadt wurden nachträglich mit digitaler Übertragungstechnik ausgestattet um die tatsächlichen Abfahrtszeiten aller Linien anzeigen zu können. Dort gab es bereits DFI-Masten, bevor das analoge System durch das digitale ersetzt wurde. An den Haltestellen in der Innenstadt wurden einige der vierzeiligen Anzeigetafeln durch solche mit acht Zeilen ausgetauscht (z. B. Gerhart-Hauptmann-Platz).
Im Westen und Südosten Hamburgs werden die DFI-Masten durch die VHH betrieben (z. B. Eidelstedter Platz, EEZ), in restlichen Hamburg hauptsächlich durch die HHA.